# 집단혼
집단혼(集團婚, 영어: group marriage, conjoint marriage)은 원시사회 혼인 형태의 하나로 한 무리의 남자와 한 무리의 여자가 집단으로 결혼하는 방식이다. 군혼이라고도 한다. 친형제자매를 제외한 직계와 방계에 속하는 여러 명의 자녀가 하나의 집단이 되어 여러 명의 남자로 이루어진 형제 집단과 혼인한다.